# Grégory Mallet
Grégory Mallet (* 21. März 1984 in Rueil-Malmaison) ist ein französischer Schwimmer.

## Werdegang
Bei den Olympischen Sommerspielen 2008 in Peking war ein Teil der französischen 4 × 100-m-Freistilstaffel. Er startete im Vorlauf, gemeinsam mit Amaury Leveaux, Boris Steimetz und Frédérick Bousquet.
Ein halbes Jahr später, bei den französischen Kurzbahnmeisterschaften in Istres schwamm er gemeinsam mit Fabien Gilot, William Meynard und Frédérick Bousquet einen neuen Weltrekord über 4 × 100 Meter Freistil.